# 鞑靼清真寺
鞑靼清真寺又名土耳其清真寺，是黑龙江省哈尔滨市的一座清真寺，位于道里区通江街108号（原炮队街58号）。

## 历史
鞑靼清真寺由俄国鞑靼人穆斯林兴建，因此而得名。始建于1901年，1906年完成。1922年为纪念鞑靼人信奉伊斯兰教1000周年，鞑靼人捐款重建，1937年10月15日落成。建筑风格兼具拜占庭和阿拉伯风格，拥有圆锥光塔和拜占庭式的绿色穹顶，墙体红白相间。1953年，鞑靼清真寺出租给五金机械公司。1966年由道里区人民武装部占用。2001年5月，该寺交给市伊斯兰教协会，又开辟广场。2005年1月31日，成为黑龙江省文物保护单位。